# Lim Guan Eng

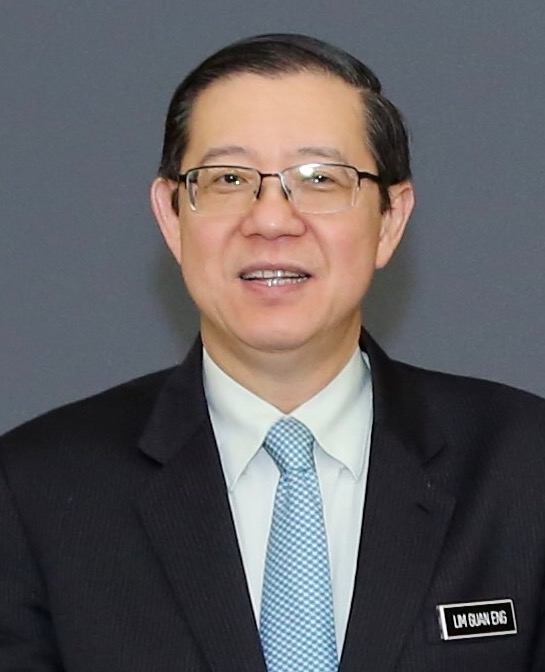
Lim Guan Eng

Lim Guan Eng é um político malaio que ocupou o cargo de Ministro das Finanças da Malásia. Ele nasceu em 8 de dezembro de 1960 e é membro do Partido da Ação Democrática (DAP), uma das principais forças da oposição no país.
Antes de assumir o cargo de Ministro das Finanças, Lim Guan Eng foi o Chefe Ministerial do estado de Penang, onde implementou diversas reformas para melhorar a governança e o desenvolvimento econômico da região.
Em 6 de agosto de 2020, Lim Guan Eng foi acusado de usar sua posição como chefe do governo estadual para pedir 10% dos lucros que seriam obtidos a partir do projeto de estradas e túneis à Consortium Zenith Construction Sdn Bhd (Zenith), através do diretor sênior Zarul Ahmad Mohd Zulkifli. Em 10 de agosto, ele foi acusado de receber um suborno no valor de RM3,3 milhões em relação ao projeto do túnel subaquático de Penang, esta é a segunda acusação também relacionada ao mesmo projeto. Em 5 de agosto de 2021, Ewe Swee Kheng, um promotor imobiliário e uma das testemunhas de acusação, caiu para a morte de seu apartamento.